# Antheraea
Antheraea este un gen de molii din familia Saturniidae. Unele specii din acest gen au omizi care produc mătase naturală de importanță comercială.

## Specii
- Antheraea alleni Holloway, 1987
- Antheraea alorensis U. Paukstadt & L.h. Paukstadt, 2005
- Antheraea andamana Moore, 1877
- Antheraea angustomarginata Brechlin & Meister, 2009
- Antheraea billitonensis Moore, 1878
- Antheraea broschi Naumann, 2001
- Antheraea brunei Allen & Holloway, 1986
- Antheraea celebensis Watson, 1915
- Antheraea cernyi Brechlin, 2002
- Antheraea cihangiri Naumann & Naessig, 1998
- Antheraea cingalesa Moore, 1883
- Antheraea compta Rothschild, 1899
- Antheraea cordifolia Weymer, 1906
- Antheraea crypta Chu & Wang, 1993
- Antheraea diehli Lemaire, 1979
- Antheraea exspectata Brechlin, 2000
- Antheraea fickei Weymer, 1909
- Antheraea frithi Moore, 1859
- Antheraea fusca Rothschild, 1903
- Antheraea gephyra Niepelt, 1926
- Antheraea godmani (Druce, 1892)
- Antheraea gschwandneri Niepelt, 1918
- Antheraea gulata Naessig & Treadaway, 1998
- Antheraea hagedorni Naumann & Lourens, 2008
- Antheraea halconensis U. Paukstadt & Brosch, 1996
- Antheraea harndti Naumann, 1999
- Antheraea helferi Moore, 1859
- Antheraea hollowayi Naessig & Naumann, 1998
- Antheraea imperator Watson, 1913
- Antheraea jakli Naumann, 2008
- Antheraea jana (Stoll, 1782)
- Antheraea jawabaratensis Brechlin & Paukstadt, 2010
- Antheraea kageri U. Paukstadt, L. Paukstadt & Suhardjono, 1997
- Antheraea kalangensis Brechlin & Meister, 2009
- Antheraea kelimutuensis U. Paukstadt, L. Paukstadt & Suhardjono, 1997
- Antheraea knyvetti Hampson, 1893
- ?Antheraea korintjiana
- Antheraea lampei Naessig & Holloway, 1989
- Antheraea larissa (Westwood, 1847)
- Antheraea larissoides Bouvier, 1928
- Antheraea lorosae M.D. Lane, Naumann & D.A. Lane, 2004
- Antheraea meisteri Brechlin, 2002
- Antheraea mentawai Naessig, Lampe & Kager, 2002
- Antheraea minahassae Niepelt, 1926
- Antheraea montezuma (Salle, 1856)
- Antheraea moultoni Watson, 1927
- Antheraea myanmarensis U. Paukstadt, L. Paukstadt & Brosch, 1998
- Antheraea mylitta (Drury, 1773)
- Antheraea mylittoides Bouvier, 1928
- Antheraea pahangensis Brechlin & Paukstadt, 2010
- Antheraea paphia Linnaeus, 1758[1]
- Antheraea pasteuri Bouvier, 1928
- Antheraea paukpelengensis Brechlin & Meister, 2009
- Antheraea paukstadtorum Naumann, Holloway & Naessig, 1996
- Antheraea pedunculata Bouvier, 1936
- Antheraea pelengensis Brechlin, 2000
- Antheraea pernyi (Guerin-Meneville, 1855) –
- Antheraea perrottetii (Guerin-Meneville, 1843)
- Antheraea platessa Rothschild, 1903
- Antheraea polyphemus (Cramer, 1775) – Molia polyphemus
- Antheraea pratti Bouvier, 1928
- Antheraea prelarissa Bouvier, 1928
- Antheraea raffrayi Bouvier, 1928
- Antheraea ranakaensis U. Paukstadt, L. Paukstadt & Suhardjono, 1997
- Antheraea rosemariae Holloway, Naessig & Naumann, 1995
- Antheraea roylii Moore, 1859
- Antheraea rubicunda Brechlin, 2009
- Antheraea rumphii (Felder, 1861)
- Antheraea schroederi U. Paukstadt, Brosch & L. Paukstadt, 1999
- Antheraea semperi C. & R. Felder, 1861
- Antheraea steinkeorum U. Paukstadt, L. Paukstadt & Brosch, 1999
- Antheraea subcaeca Bouvier, 1928
- Antheraea sumatrana Niepelt, 1926
- Antheraea sumbawaensis Brechlin, 2000
- Antheraea superba Inoue, 1964
- Antheraea surakarta Moore, 1862
- Antheraea taripaensis Naumann, Naessig & Holloway, 1996
- Antheraea tenggarensis Brechlin, 2000
- Antheraea ulrichbroschi U. & L. Paukstadt, 1999
- Antheraea vietnamensis Brechlin & Paukstadt, 2010
- Antheraea viridiscura Holloway, Naessig & Naumann, 1996
- Antheraea yamamai (Guerin-Meneville, 1861) – Molia de mătase japoneză, întâlnită și în România